# I-War (jeu vidéo, 1995)
Pour les articles homonymes, voir I-War.
I-War est un jeu vidéo d'action sorti en 1995 sur Jaguar. Le jeu a été développé par Imagitec Design et édité par Atari.